# Аћимовића кућа
Аћимовића кућа се налази у строгом центру Чачка и представља непокретно културно добро као споменик културе.

## Историјат
Кућа је 1903. године подигнута као угаона једноспратна зграда са приземљем у којем се налазе локали. Зидао је чачански неимар Боце Тошић, у академском стилу, за банкара Николу Аћимовића. После Другог светског рата кућу је купио Радивоје Томашевић и поклонио ћерки Милици Вучићевић. Грађевина је, експропријацијом из 1978. године, дата на коришћење „Просвети”, књижарском предузећу из Чачка.

## Архитектура
Објекат је зидан у духу немачког ренесанса. То је угаона спратна трговачка кућа, са мансардом, малих димензија, а интересантна због многих детаља којима је оптерећена. Калканске фасаде на бочним ризалитима уоквирују угаони еркер завршен барокним кубетом, а делови спратних површина обрађени су у рустици и завршени тешким венцем.
Фасада је омалтерисана и наглашена хоризонталном поделом. Фриз између приземља и спрата је са триглифима и метопама. Изнад улаза постављен је балдахин који носи кулу са шиљатом куполом. Мансардни прозори су профилисани и уоквирени јонским пиластрима који носе венац и атике. Изнад мансарде налазе се две атике са иницијалима украшене лименим акротеријама. На улазу су два дорска стуба који носе балдахин.
Грађевина је подигнута у стилу академизма, слојевито градиране композиције. Рустична обрада уоквирује перфорисане површине. Динамика композиције посебно је наглашена у пластично рашчлањеном поткровљу и завршецима елевације.
Класицистичка строгост наглашена је у обради приземља и спрата, док је необарокна живост остварена у формама поткровља.

## Значај
Одлука о утврђивању Аћимовића куће у Чачку за споменик културе, Решење Завода за заштиту споменика културе у Краљеву број 369 од 15.12.1971. године. 
Територијално надлежан завод за Аћимовића кућу је Завод за заштиту споменика културе Краљево.
Број у централном регистру је СК 399 од 7.3.1983. године а број 112 у ригистру надлежног Завода је 1.3.1983. године.